# 西班牙高等科学研究理事会
高等科学研究理事会（简称CSIC）是西班牙最大的多学科性学术研究机构。它隶属于西班牙科学部，是具有法人资格的自治科研机构。

## 历史
高等科学研究理事会的前身是通过皇家法令创建于1907年1月15日的扩展科学研究委员会（JAE）。西班牙内战结束后的佛朗哥独裁统治期间，它成为西班牙科学政策的管理机构。

## 职责
高等科学研究理事会的主要职责是：
- 进行多学科性的科技研究
- 提供科技咨询服务
- 将科研成果应用至商业用途
- 促进科技产业发展
- 培养专业人才
- 妥善管理基础设施和大型设备
- 促进科学文化发展
- 在国际领域作为西班牙科技发展的代表

## 机构设置
高等科学研究理事会的多学科性意味着它几乎涵盖所有的科学领域。它分有8个领域：（更新时间：2019年1月）
- 领域1.人文和社会科学（17个研究所）[8]
- 领域2.生物学和生物医学（24个研究所）[9]
- 领域3.自然资源（24个研究所）[10]
- 领域4.农业科学（23个研究所）[11]
- 领域5.物理科學和物理技术（24个研究所）[12]
- 领域6.材料科学和食品技术（13个研究所）[13]
- 领域7.食品科學和食品技术（8个研究所）[14]
- 领域8.化学和化学工程（16个研究所）[15]